# 四万十交通

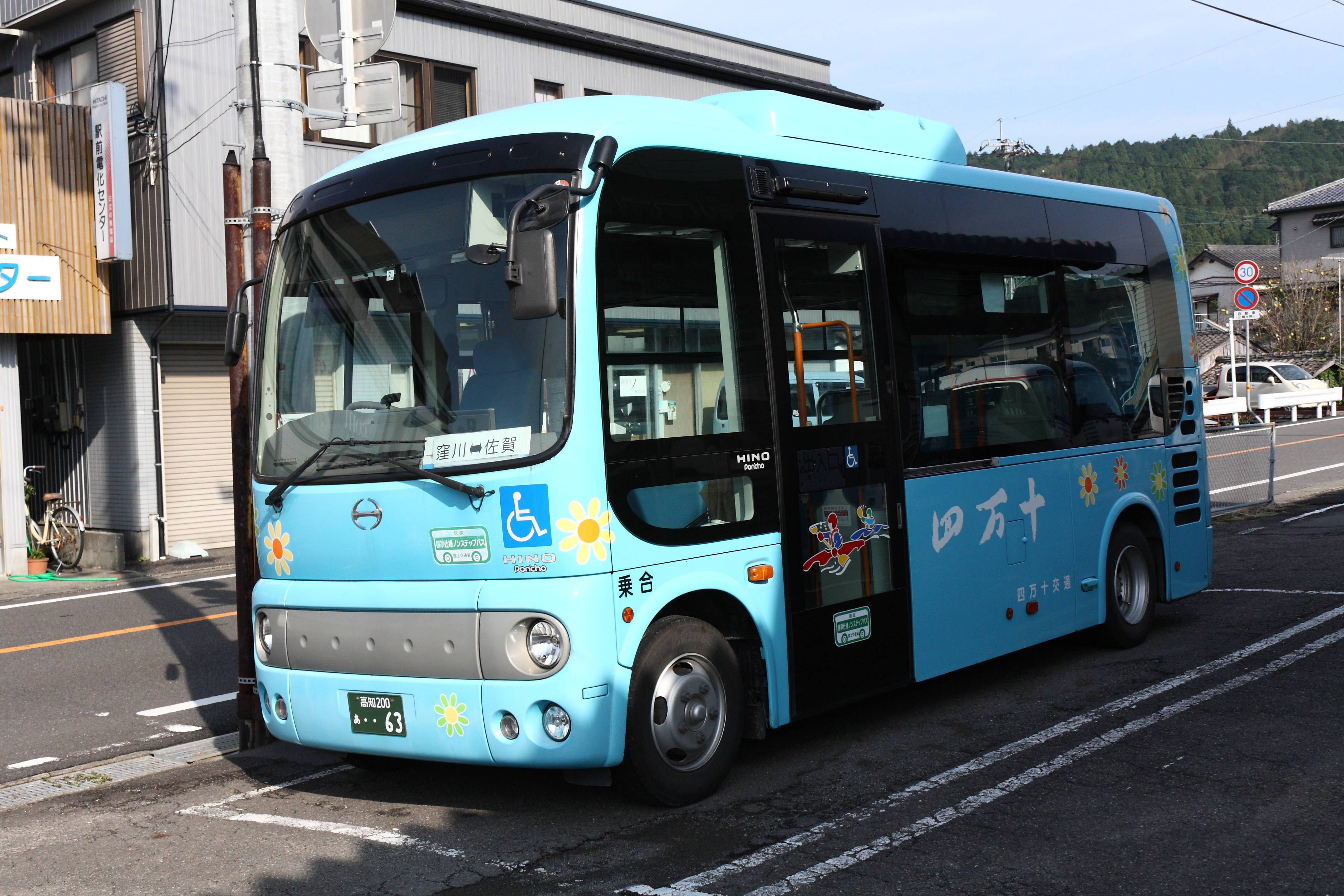
四万十交通の路線車
日野・ポンチョ（ショートボディ）

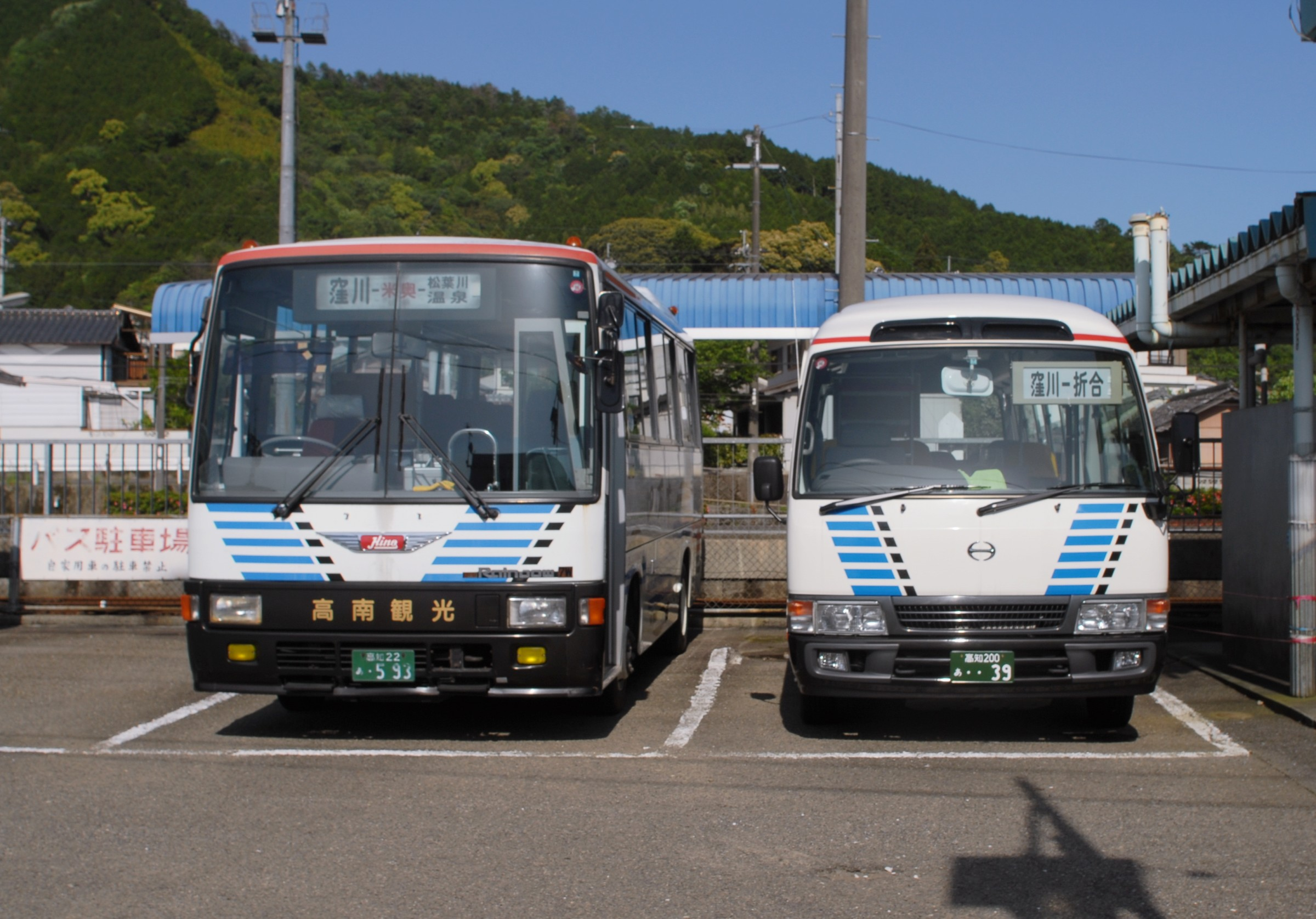
窪川駅前に停車する旧・高南観光自動車のバス

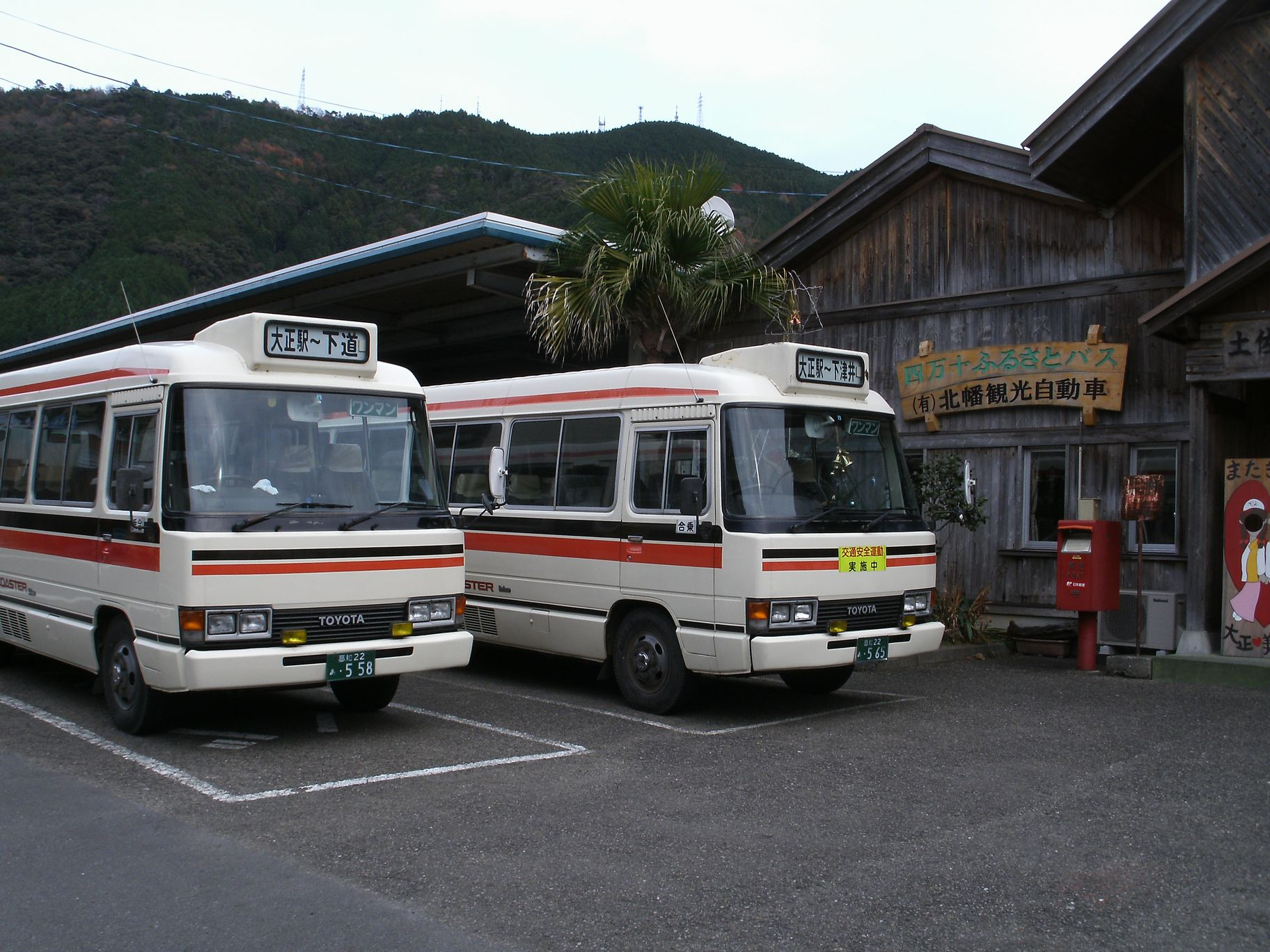
土佐大正駅前に停車する旧・北幡観光自動車のバス

株式会社四万十交通（しまんとこうつう）は、高知県高岡郡四万十町に本社を置く乗合バス・貸切バス事業者。同じ四万十町の有限会社高南観光自動車（こうなんかんこうじどうしゃ）が有限会社北幡観光自動車（ほくばんかんこうじどうしゃ）を経営統合する形で、現在の四万十交通が発足した。
日本バス協会傘下の高知県バス協会会員。高知県代替バス事業協同組合に加盟し、廃止代替バスを運行する。また四万十町のコミュニティバスも受託する。
北幡観光自動車は、元は貸切バス専業事業者であったが、高知県交通の廃止代替バスを運行するため、乗合バス事業も開始した経緯がある。

## 沿革
- 1970年（昭和45年）：有限会社高南観光自動車を設立。
- 1974年（昭和49年）3月22日：予土線土佐大正駅開業に合わせ、有限会社北幡観光自動車がバス運行を開始。
- 2014年（平成26年）7月：高南観光自動車と北幡観光自動車の間で経営統合に向け協議が始まる[2]。
- 2015年（平成27年）10月1日：北幡観光自動車が高南観光自動車に経営を委譲し、高南観光自動車が株式会社四万十交通に組織・商号を変更[3]。
- 2016年（平成28年）1月29日：北幡観光自動車が清算結了[5]。
- 2017年（平成29年）4月1日：交通系ICカード「ですか」利用開始。

## 本社・営業所
- 本社（旧・高南観光自動車）
  - 高知県高岡郡四万十町琴平町16番28号
    - 最寄駅：窪川駅
- 大正営業所（旧・北幡観光自動車[5]）
  - 高知県高岡郡四万十町大正240番地9
    - 最寄駅 : 土佐大正駅

## 運行エリア
- 高岡郡
  - 四万十町
  - 津野町
  - 中土佐町
- 幡多郡
  - 黒潮町

## 路線

### 旧・高南観光自動車

#### 窪川 - 松葉川温泉線
- 窪川駅 - 中東川角 - 小野川 - 米奥小前 - 中津川分岐 - 松葉川温泉
- 窪川駅 - 中東川角 - 小野川 - 一斗俵 - 滝本 - 中津川分岐 - 松葉川温泉

#### 窪川 - 北の川線
- 窪川駅 - 大井野 - 南川口 - 野池分岐 - （家地川駅前） - 北の川

#### 窪川 - 折合線
- 窪川駅 - 大井野 - 南川口 - 折合

#### 窪川 - 佐賀線
- 窪川駅 - 峰ノ上 - 佐賀温泉 - 稲荷 - 伊与喜 - 佐賀駅前 - 佐賀

#### 窪川 - 興津線
- 窪川駅 - 仁井田 - 神野々 - 本堂 - 土佐興津
- 窪川駅 - 見付 - 本堂 - 土佐興津
  - ジェイアール四国バスの廃止代替バス

#### 窪川 - 大野見線
- 窪川駅 - 中東川角 - 小野川 - 一斗俵 - 滝本 - 野老野 - 下芹田 - 大野見役場前

#### 窪川 - 床鍋線
- 窪川駅 - 仁井田 - 影野 - 床鍋
  - ジェイアール四国バスの廃止代替バス

#### 窪川 - 影野線
- 窪川駅 - 大井野 - 五社 - 小野川 - 勝賀野 - 影野
- 窪川駅 - 窪川中学校前 - 五社 - 小野川 - 勝賀野 - 影野

#### 窪川 - 飯ノ川線
- 窪川駅 - 仁井田 - 神野々 - 土居 - 道徳 - 土居 - 飯ノ川
- 窪川駅 - 見付 - 本堂 - 襟 - 飯ノ川

#### 窪川 - 志和線
- 窪川駅 - 見付 - 本堂 - 襟 - 志和
  - ジェイアール四国バスの廃止代替バス

#### 久礼 - 大野見線
- 土佐久礼駅 - 床鍋 - 大野見役場前
- 土佐久礼駅 - 奥分吉野橋 - 大野見役場前

#### 奥分 - 大野見線
- 奥分吉野橋 - 大野見役場前

#### 大野見 - 寺野線
- 大野見役場前 ← 寺野

### 旧・北幡観光自動車
大正駅 - 十川駅 - 下広瀬線

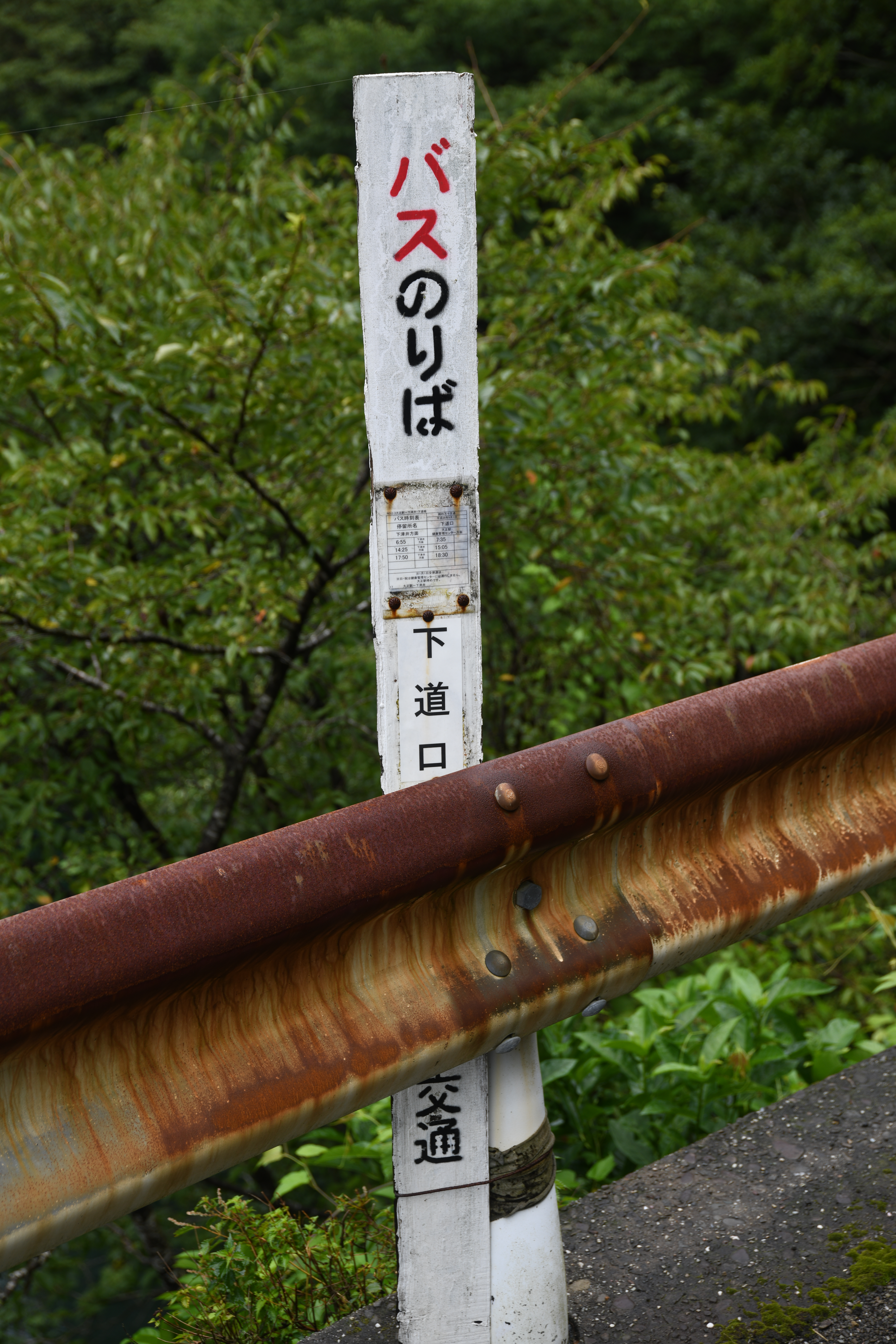
「下道口」バス停留所

- 大正駅 - 診療所前 - 屋敷 - 昭和本 - 十川駅 - 十川橋
- （十川駅 - ）十川橋 - 下広瀬

大正駅 - 大奈路 - 下津井線
- 大正駅 - 健康管理センター前 - 大正駅 - 小石 - 川ノ内 - 大奈路 - 古味野々 - 下津井
- 大正駅 - 健康管理センター前 - 大正駅 - 小石 - 川ノ内 - 大奈路 - 古味野々 - 下道
- 大正駅 - 健康管理センター前 - 大正駅 - 小石 - 江師 - 大奈路 - 中津川 - 森ヶ内
- 大正駅 - 健康管理センター前 - 大正駅 - 小石 - 川ノ内 - 大奈路 - 中津川 - 森ヶ内

大正駅 - 打井川 - 北の川線
- 診療所前 - 大正駅 - 轟崎 - 打井川（奥打井川 - 上宮集会所） - 北の川

十川橋 - 奥大道線
- 十川橋 - 十川駅 - 半家滝橋 - 奥大道落合

### コミュニティバス
- 四万十町コミュニティバス「ふるさと応援号」[6]
  - 窪川地域コミュニティバス
  - 十和地域コミュニティバス
  - 大正地域コミュニティバス - 打井川線・下道線・下津井線・中津川線のみ受託。相去線・葛籠川線・芳川線・里川線は、町内に本社を置くタクシー事業者の有限会社丸三ハイヤーが受託する[6]。

## 車両
21台の車両を保有する。車両はほとんどが日野自動車製やトヨタ自動車製で、旧高南観光自動車所属の貸切車に三菱ふそう製がある。路線車は小型バス（日野・ポンチョ）やマイクロバス、ワンボックスカーを中心に運用する。
- 貸切車 - 日野・セレガ（2代目）、日野・セレガR、三菱ふそう・エアロミディMJ[7]
- 路線車 - 日野・リエッセII、トヨタ・ハイエース[7]、日野・ポンチョ